# 熊谷直樹 (ヤクルトの人物)
熊谷 直樹（くまがい なおき、1933年 - ）は、日本の元大蔵官僚。会社役員。ヤクルト本社の副社長などを歴任。

## 来歴
1955年に東京大学経済学部を卒業し、国税庁にキャリア入庁。1979年退官しヤクルト本社に入社。
1991年から1998年までデリバティブ取引を行い、1000億円を超える損失を出した。しかも熊谷は出資額の見返りに5億3000万円のリベートを受け取っていた。
この事件の発覚によってヤクルトスワローズの桑原潤オーナーが辞任するなどの大きな影響が出た。
熊谷は商法の特別背任罪に問われ懲役7年、罰金6000万円の実刑が確定。民事裁判でも2010年12月、最高裁判所の上告審で約67億円の賠償命令が下され、確定した。